# Küçük Menderes
Küçük Menderes ('Petit Menderes', clàssic Kaystros) és un riu de Turquia de 145 de llarg i de 3.140 km² de conca que neix en una de les serralades transversals de la costa de la mar Egea, prop de Bozdağ, al nord de Kiraz. Corre cap al sud i després a l'oest i desaigua a la mar Egea, a 5 km a l'oest de Selçuk i de les ruïnes de l'antiga Efes; aquesta ciutat havia estat un port i els sediments del riu la van deixar a l'interior, tot i els esforços de l'emperador Hadrià, que després ja no van continuar.
Segons la mitologia grega el riu, en època clàssica, es deia Caïstre, un déu-riu fill d'Oceà i de Tetis, o d'Aquil·les i de l'amazona Pentesilea.